# Сколии (род)
Сколии (лат. Scolia) — род крупных ос из семейства сколий.
Тело и ноги сколий покрыто волосами. Ноги, кроме того, снабжены шипами. 1 и 2 сегменты брюшка разделяются друг от друга глубокой бороздой. Брюшко чёрного цвета с жёлтыми пятнами.
Личинки сколий живут в земле и паразитируют на личинках других насекомых. Сколии встречаются преимущественно в тёплых и жарких странах.
Наиболее обыкновенный европейский вид — садовая сколия (Scolia hortorum). Самцы этого вида длиной до 3 см, самки — до 4,5 см. Грудь у них чёрная с 2 сливающимися жёлтыми пятнами. Голова у самца вся чёрная, а у самки чёрная с жёлтым. Крылья красновато-жёлтого цвета с фиолетовым отливом на верхушке. Откладывают яйца на личинок жука-носорога (Oryctes nasicornis). Выходящая из яйца личинка паразитирует снаружи личинки жука, высасывая свою жертву.
Также довольно обыкновенный европейский вид сколия четырёхточечная (Scolia quadripunctata) длиной 9—10 мм, имеющий жёлтые крылья с широким бурым краем и по 2 жёлтых пятна на 2 и 3 сегментах брюшка. Вид интересен тем, что является в стадии личинки паразитом личинки хлебного жука (Anisoplia austriaca) и способствует уничтожению этого вредного для хлебопашества насекомого.
Виды
- Scolia anatoliae Osten, 2004
- Scolia asiella Betrem, 1935
- Scolia bicincta (Fabricius, 1775)
- Scolia bifasciata (Swederus, 1787)
- Scolia carbonaria (Linneus, 1767)
- Scolia consors (Saussure, 1863)
- Scolia cypria Saussure, 1854
- Scolia dubia (Say, 1837)
- Scolia erythrocephala Fabricius, 1798
- Scolia fallax Eversmann, 1849
- Scolia flaviceps Eversmann, 1846
- Scolia fuciformis Scopoli, 1786
- Scolia galbula (Pallas, 1771)
- Scolia guttata (Burmeister, 1853)
- Scolia hirta (Schrank, 1781)
- Scolia hortorum Fabricius, 1787
- Scolia mexicana (Saussure, 1858)
- Scolia nobilitata (Fabricius, 1805)
- Scolia orientalis Saussure, 1856
- Scolia procera Illig.
- Scolia sexmaculata (O. F. Müller, 1766)
- Scolia soror Smith, 1855